# Palazzo del Cardinale Zapata
Il palazzo del Cardinale Zapata o palazzo Zapata è ubicato in piazza Trieste e Trento a Napoli.
Venne eretto nel XVII secolo dal viceré Antonio Zapata e ristrutturato da Carlo Vanvitelli in chiave neoclassica su volontà del medico Domenico Cotugno.
Servì come sede del potere vicereale durante i lavori per la ricostruzione dell'odierno Palazzo Reale di Napoli. Successivamente fu acquistato del barone Girolamo Sarnelli intimo amico del Zapata. Il 12 settembre 1702 vi nacque il beato Gennaro Maria Sarnelli, figlio del barone di Ciorani Angelo Sarnelli e altro grande santo redentorista che sale agli onori degli altari.
Nell'interno vi sono notevoli decorazioni neoclassiche e novecentesche, come il salone di ricevimento realizzato da Giovan Battista Comencini nel 1912. Al secondo piano c'è il MUSAP che contiene alcune centinaia di opere (dipinti, sculture e disegni) di molti tra i maggiori artisti attivi a Napoli dall'Unità in poi.
Invece, è totalmente andato perso il grande affresco esteso per tutta la volta dell'ingresso di palazzo, rappresentante il paese di Avigliano voluta da don Girolamo Sarnelli.